# Antonio Ghislanzoni
Antonio Ghislanzoni (Lecco, 25 de noviembre de 1824 – Caprino, Bérgamo, 16 de julio de 1893) fue un periodista, poeta y novelista italiano, que escribió varios libretos para Verdi, y otros compositores, entre los que destacan los de las óperas La Forza del Destino y Aida.
Ghislanzoni nació en Lecco en la Lombardía, y estudió brevemente en un seminario, pero fue expulsado por mala conducta en 1841. Entonces decidió estudiar medicina en Pavia, pero lo dejó poco tiempo después para dedicarse al canto como barítono y cultivar sus intereses literarios. 
En 1848, estimulado por las ideas nacionalistas de Mazzini, Ghislanzoni fundó varios periódicos republicanos en Milán, pero él al final tuvo que refugiarse en Suiza. Mientras viajaba por Roma, donde quería ayudar en la defensa de la naciente república, Ghislanzoni fue arrestado por los franceses y encarcelado brevemente en Córcega.
A mitad de los años 1850, previendo su relación con el teatro, Ghislanzoni se involucró en actividades periodísticas en los círculos bohemios de Milán, fungiendo como director de Italia musicale y editor de la Gazzetta musicale di Milano. También fundó L'uomo di pietra, la revista Rivista minima, donde colaboró entre otros, con Arrigo Boito.
En 1869, Ghislanzoni se dejó el periodismo y regresó a Lombardía, donde se dedicó a la literatura y la escritura de libretos para óperas. Escribió muchas historias cortas en verso y diversas novelas incluyendo Un suicidio a fior d'acqua (1864), Angioli nelle tenebre (1865), La contessa di Karolystria (1883), Abracadabra and Storia dell'avvenire (1884). Su novela sobre la vida teatral Gli artisti da teatro (1865), fue reditada en el siglo XX. Publicó también varios ensayos musicales, entre los que destaca Reminiscenze artistiche.
Ghislanzoni escribió más de 85 libretos, incluyendo Edmea de Catalani (1866), Aida (1871) y la segunda, y más conocida, versión de La Forza del Destino (1869). También tradujo al italiano la ópera Don Carlos de Verdi.
Ghislanzoni murió en Caprino en 1893 a los 69 años.